# Pariska
La rue Pariska (en serbe cyrillique : Париска), la rue de Paris, est une rue de Belgrade, la capitale de la Serbie, située dans la municipalité urbaine de Stari grad.

## Parcours
La rue Pariska naît au niveau du Bulevar Vojvode Bojovića. Elle s'oriente vers le sud-est en longeant le parc de Kalemegdan et bifurque vers le nord-est tout en continuant à suivre le parc. Elle laisse sur sa droite la rue Graničarska puis les rues Kneza Mihaila. Elle aboutit ensuite au carrefour des rues Veliki Kalemegdan (sur sa gauche), Uzun Mirkova (sur sa droite) et Tadeuša Košćuška dans son prolongement.

## Architecture
L'Hôtel National à Belgrade, situé 9 rue Pariska, a été ouvert en 1869 comme une « taverne populaire ». Ses façades sur rue, le long des rues Pariska et Velike stepenice, ont été dessinées dans un style académique auquel se mêlent des éléments néorenaissance ; il est aujourd'hui inscrit sur la liste des biens culturels de la ville de Belgrade.

## Institutions
L'ambassade de France en Serbie est située 11 rue Pariska.
Le parti démocratique de Serbie à son siège au n° 13 de la rue.

## Transports
La ligne de tramway 11 (Kalemegdan - Blok 45) de la société GSP Beograd dessert la rue.